# Watauga County
Watauga County er et county i det vestlige North Carolina i USA. Den nordvestlige del af Watauga County har grænse til Tennessee. Watauga County har ca. 43.000 indbyggere (2000).

## Historie)
Watauga County blev dannet i 1849 af områder, der var udskilt fra Ashe County, Caldwell County, Wilkes County og Yancey County. I 1861 blev dele af området udskilt sammen med dele af Burke County, Caldwell County, McDowell County og Yancey County og slået sammen til Mitchell County. Endelig blev yderligere dele af Watauga County, Caldwell County og Mitchell County slået sammen til Avery County i 1911.
Watauga County er opkaldt efter Watauga River. Flodens navn kommer af et indiansk udtryk, som de forskellige kilder er noget uenige om, hvad betyder, men "Det smukke Vand", "Det Hviskende Vand", "Landsbyen med de mange Kilder" og "Floden med øerne" er blandt forslagene.

## Geografi og klima
Watauga County dækker et areal på 810 km². 1 km² er vand, mens resten er land. Hele Watauga Countys areal ligger i Appalacherne, nærmere betegnet i Blue Ridge Mountains. Det højeste punkt er Calloway Peak med 1.818 meter. Tinden er den højeste top Grandfather Mountain massivet. Byen Beech Mountain (1.678 m over havet) er den højeste beliggende by øst for Mississippi-floden. Det administrative centrum for Watauga County er byen Boone, der med sine 995 meter over havet er den højst beliggende by med over 10.000 indbyggere i hele det østlige USA. 
Watauga County omfatter dele af to nationalt beskyttede områder: Blue Ridge Parkway, der er en såkaldt National Parkway og Pisgah National Forest, der som navnet antyder er en National Forest.

### Tilgrænsende counties
- Ashe County mod nordøst
- Wilkes County mod øst
- Caldwell County (North Carolina)|Caldwell County mod syd
- Avery County mod sydvest
- Johnson County, Tennessee mod nordvest

### Bydistrikter
Watauga County er opdelt i 15 bydistrikter (kommuner): Bald Mountain, Beaverdam, Blowing Rock, Blue Ridge, Boone, Brushy Fork, Cove Creek, Elk, Laurel Creek, Meat Camp, New River, North Fork, Shawneehaw, Stony Fork og Watauga. 

### Byer og bymæssige bebyggelser
- Blowing Rock (1500 indb.)
- Boone (13.900 indb.)

Herudover en række mindre bebyggelser. 

### Klima
Klimaet i Blue Ridge Mountains er en del køligere end i de østligere dele af North Carolina. Hurtige og uventede skift i vejret forekommer tit. Pludselig temperaturfald med frost i både det sene forår og det tidlige efterår er helt normalt på trods af områdets sydlige beliggenhed (på højde med Algier i Nordafrika). Der er rapporteret om slud og sne i samtlige årets måneder bortset fra juli og vintrene minder mere om dem i de nordlige delstater end i Sydstaterne.

## Befolkning
Ved folketællingen i 2000 udgjorde befolkningen 42.695 mennesker, hvoraf over 96 % var hvide. 16,3 % var under 18 og 11 % var 65 eller ældre.
Den gennemsnitslige husstandsindkomst var 32.611 dollars, mens en familie gennemsnitligt havde en indkomst på 45.508 dollars. Ca. 7 % af befolkningen levede under den officielle fattigdomsgrænse. 
Countrymusikerne Al Hopkins (1889 til 1932) og den 8-dobbelte grammyvinder Doc Watson (f. 1923) er født i Watauga County. 

### Erhverv
I Watauga County produceres store mængder Fraser Fir (Frasergran/Abies Fraseri), der sælges som juletræer. Tidligere blev der også dyrket store mængder kål, og der lå en sauerkraut fabrik i Boone; fabrikken er nu lukket, men bækken, der løber gennem byen kaldes stadig "Kraut Creek". 
Watauga Farmers Market har været drevet i Boone siden 1974. Boone er lokalt skisportscentrum i vintermånederne. Ligeledes i Boone ligger Appalachian State University. 

## Eksterne links
- Officiel hjemmeside for Watauga County (engelsk)
- Hjemmeside for Appalachian State University (engelsk)

36°14′N 81°42′V / 36.23°N 81.7°V